# Torrance Zellner
Torrance Zellner (né le 6 janvier 1970 à Baltimore) est un athlète américain spécialiste du 400 mètres haies. 

## Carrière
Il établit la meilleure performance de sa carrière sur 400 m haies lors de la saison 1996 en réalisant le temps de 48 s 18 lors du meeting de Zurich. Il se classe deuxième de la Finale du Grand Prix IAAF de Milan, derrière son compatriote Derrick Adkins.
En 1999, Torrance Zellner s'adjuge la médaille de bronze du 400 m haies et du relais 4 × 100 m lors des Jeux panaméricains de Winnipeg. Il s'était déjà classé troisième de l'épreuve individuelle lors de l'édition 1991.

### Palmarès
| Date | Compétition           | Lieu      | Résultat | Épreuve     |
| ---- | --------------------- | --------- | -------- | ----------- |
| 1991 | Jeux panaméricains    | La Havane | 3e       | 400 m haies |
| 1996 | Finale du Grand Prix  | Milan     | 2e       | 400 m haies |
| 1999 | Jeux panaméricains    | Winnipeg  | 3e       | 400 m haies |
| 1999 | Jeux panaméricains    | Winnipeg  | 3e       | 4 × 400 m   |
| 1999 | Championnats du monde | Séville   | 8e       | 400 m haies |

### Records
| Épreuve     | Performance | Lieu   | Date         |
| ----------- | ----------- | ------ | ------------ |
| 400 m haies | 48 s 18     | Zurich | 14 août 1996 |